# Simona Tagli
Simona Tagli (Milano, 22 febbraio 1964) è una showgirl e conduttrice televisiva italiana.

## Biografia
Dopo aver studiato danza classica alla Scala di Milano e modern jazz nella scuola di Luciana Novaro, ha lavorato come modella. Inizia la sua carriera televisiva come comparsa nella trasmissione Popcorn, condotto da Augusto Martelli, durante le fasi di avvio della televisione commerciale Canale 5. Compare nel video di OK Italia di Edoardo Bennato e partecipa ad una serie di gag di Zuzzurro e Gaspare nel programma Drive In, in I-taliani del gruppo comico dei Trettré e in MegaSalviShow di Francesco Salvi. Dal 1987 appare come valletta in diversi programmi della syndication Odeon TV, tra cui la riedizione del quiz M'ama non m'ama e la striscia giornaliera dell'oroscopo di Branko.
Nel 1991 diviene valletta a Domenica in, nell'edizione condotta dai Ricchi e Poveri e Gigi Sabani per la regia di Gianni Boncompagni e Simonetta Tavanti. Nel programma, tra le altre cose, partecipa al gioco del cruciverbone e introduce i presentatori e le varie parti della trasmissione con stacchetti sexy (grazie anche ad un abbigliamento aderente con minigonne cortissime, che ne mettono in risalto il prosperoso fisico e soprattutto le gambe), che verranno sovente ripresi da Blob, anche ad anni di distanza dalla trasmissione. Nel 1992 presenta su Rai 1 la trasmissione Le Colombiadi, programma trasmesso da Genova nell'ambito delle omonime manifestazioni del Cinquecentenario della scoperta dell'America da parte di Cristoforo Colombo.
Nello stesso anno è nel cast di Piacere Raiuno, insieme a Gigi Sabani, Danila Bonito e Demo Mura, un programma itinerante (veniva trasmesso da diversi teatri in giro per l'Italia) messo in onda nei giorni feriali all'ora di pranzo sempre su Rai 1. Nell'estate di quell'anno incide il singolo dance Uhmm bellissimo. Nell'estate dello stesso anno, sempre con Sabani, presenta il festival Voci e volti nuovi di Castrocaro, in onda in prima serata su Rai 1. La sua presenza alla conduzione viene confermata anche l'anno successivo, al fianco di Claudio Cecchetto, Brigitta Boccoli e Jo Squillo. Sempre nel 1993 affianca Sabani e la Squillo alla conduzione di Il grande gioco dell'oca - Stasera mi butto 1993, su Rai 2, per la regia di Jocelyn. Nel 1995 conduce Giochi senza frontiere insieme a Ettore Andenna. Nel 1996 passa a TMC, dove conduce Il grande gioco del mercante in fiera insieme a Jocelyn, Sabrina Salerno, Anna Valle e Angela Melillo, per la regia dello stesso Jocelyn.
Sempre per TMC condurrà le trasmissioni legate al Campionato italiano superturismo, invece nel biennio 1997-1998 torna in Rai, dove insieme a Gianfranco De Laurentiis, ha condotto Pole Position. Nel luglio 1998 l'edizione italiana di Playboy le dedica la copertina ed un servizio nelle pagine interne. Successivamente torna a lavorare per la tv pubblica, dove è tra i conduttori della 48 ore dell'edizione del dicembre 1998 di Telethon. Nel 2002 esce sul mercato, edita da Azzurra Music, una compilation dove la Tagli interpreta 14 canzoni famose, dal titolo Ti amo, che riscuote però poco successo.
Nel settembre 2003, a Venezia, presenta il festival di musica leggera Trofeo Gondola d'oro insieme al comico Marco Milano. Nell'autunno 2005 prova a partecipare alla seconda edizione del reality show La talpa, ma una votazione effettuata tramite televoto la escluse (vinse Ramona Cheorleu). Nel 2006 partecipa come riserva alla quarta edizione del reality show L'isola dei famosi, dovendosi però ritirare quasi subito per problemi di salute.
Negli anni successivi alterna ospitate televisive alla conduzione e organizzazione di serate ed eventi. Nel 2010 conduce, in collaborazione con Radio Italia e Radio Italia TV, gli appuntamenti di Casa Sanremo by Audi durante lo svolgimento del Festival di Sanremo 2010. Nel 2011 ha abbandonato il mondo dello spettacolo e ha aperto un salone di bellezza per mamme e bambini. In occasione delle Elezioni Amministrative del 2016 a Milano, si candida per il consiglio comunale nelle liste di Fratelli d'Italia - Alleanza Nazionale, a sostegno del candidato unico del centro-destra Stefano Parisi, ma raccoglie solo 31 preferenze, senza essere eletta.
È tornata davanti alle telecamere nel febbraio 2024 quando ha partecipato come concorrente alla diciassettesima edizione del Grande Fratello in onda su Canale 5 con la conduzione di Alfonso Signorini. Nel reality, il 21 marzo 2024, è diventata la quarta finalista, vincendo la sfida al televoto flash per entrare in finale con il 44% dei voti, e al termine del reality si è classificata al quarto posto.

## Vita privata
Ha una figlia avuta dall'ex compagno Francesco Ambrosoli. È stata sentimentalmente legata ad Antonio Zequila per sette anni.
Si considera cattolica e buddista allo stesso tempo.

## Televisione
- Drive In (Italia 1, 1983-1987)
- M'ama non m'ama (Odeon TV, 1987) – co-conduttrice
- MegaSalviShow (Italia 1, 1988-1989)
- Star 90 (Rete 4, 1990) – concorrente
- Domenica in (Rai 1, 1990-1991) – co-conduttrice
- Piacere Raiuno (Rai 1, 1991-1992) – co-conduttrice
- Viva Colombo (Rai 1, 1992)
- Voci e volti nuovi di Castrocaro (Rai 1, 1992-1993) – co-conduttrice
- Il grande gioco dell'oca (Rai 2, 1993) – co-conduttrice
- Giochi senza frontiere (Rai 1, 1995) – conduttrice
- Il grande gioco del mercante in fiera (TMC, 1996)
- Supertursimo (TMC, 1996-1997)
- Telethon (Rai 1, 1998) – co-conduttrice
- Pole Position (Rai 1, 1997-1998) – conduttrice
- La talpa (Italia 1, 2005)
- L'isola dei famosi (Rai 2, 2006) – concorrente
- Casa Sanremo by Audi (Radio Italia TV, 2010)
- Grande Fratello 17 (Canale 5, 2024) – concorrente

## Filmografia
- OK Italia – videoclip di Edoardo Bennato (1987)
- Casa Vianello – sitcom, episodio 2x04 (1990)

## Discografia

### Singoli
- 1992 – Uhmm bellissimo

### Album
- 2002 – Ti amo